# Západní astrologie

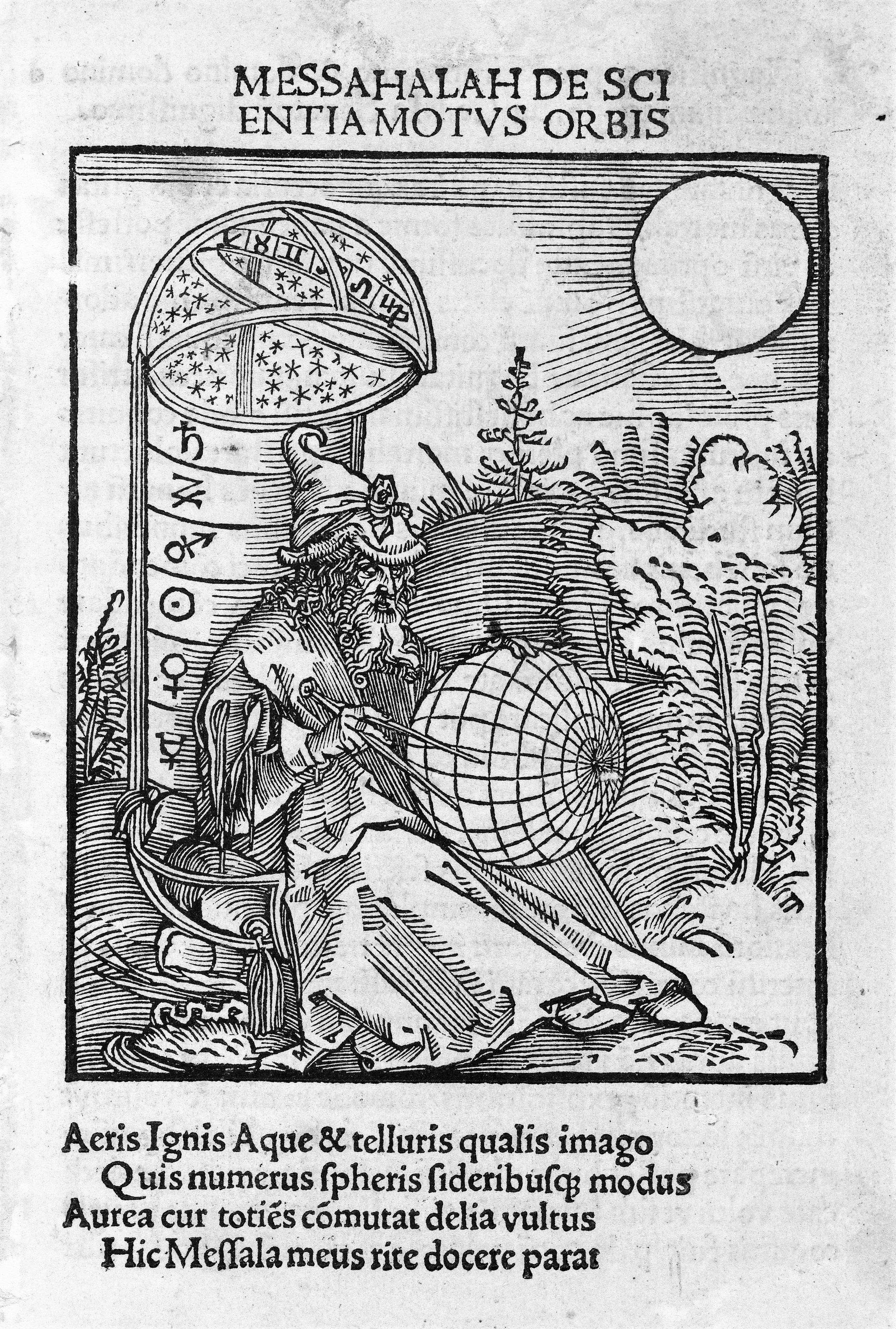
Rytina Albrechta Dürera z titulní strany De scientia motus orbis (1504).

Západní astrologie je astrologická tradice rozvíjená od středověku na území Evropy a později i Spojených států amerických až do současnosti. Historicky navazuje na klasickou astrologii helénského období s mnoha vlivy arabské astrologie.

## Historie

### Návrat astrologie do Evropy
Se zánikem Římské říše postupně astrologické znalosti helénského období z Evropy vymizely a zachovávaly se pouze některé astrologické prvky pohanských náboženských kultů. Už od raného středověku musela evropská astrologie řešit spory s oficiální katolickou církví. Jedním z prvních ostrých kritiků astrologie byl napravený manichejec a potírač herezí z 5. století Aurelius Augustinus, později známý jako svatý Augustin, jeden z církevních otců. Na Starý kontinent se astrologie začala vracet až prostřednictvím arabské astrologie, zejména působením arabských univerzit v Araby ovládaném Španělsku na sklonku 1. tisíciletí po Kr. Využití astrologie v lékařství se studovalo například na univerzitách v Grenadě a Seville. Arabské nauky se pak šířily do křesťanské části Evropy prostřednictvím židovské migrace i překladatelské činnosti některých škol na území Francie.

### Středověká astrologie
První astrologické reliéfy s výrazně arabskými vlivy v románské architektuře jsou známy z 11. století z Itálie. Astrologická symbolika ze Schodiště mrtvých v klášteře Sagrada di San Michele v italském Val di Susa z 11. století je patrně nejstarší evropskou astrologickou výzdobou vytesanou do kamene. Ve středověku byla astrologie řazena mezi „7 svobodných umění“, do kterých se tehdy členila veškerá univerzitní vzdělanost. Tento systém byl přímo odvozen podle sedmi klasických astrologických planet. Na univerzitě v Boloni existovala od r. 1125 významná astrologická fakulta, která trvala zhruba dvě století. Astrologie se ve středověku studovala i v Padově a Mediolanu, Praze, Oxfordu i v Krakově. Jisté oficiální církevní satisfakce se ovšem astrologii dostalo na přelomu 13. a 14. století, kdy astrologii uznali především dva významní teologové té doby – Albertus Magnus a Tomáš Akvinský.
Ve 14. století se astrologie dočkala velkého rozmachu a uznání oficiálních autorit. Velkou roli sehrála například u dvora ve Francii vzdělaného císaře Svaté říše Římské Karla IV., který svou imperiální rezidenci budoval v Praze. Císař nejen zaměstnával významné astrology, ale astrologie měla i velký vliv na jeho rozhodování. Nový kamenný Karlův most tak byl založen v přesně astrologicky vypočítaný okamžik, silnou astrologické prvky lze rozpoznat v umístění a výzdobě Staroměstské mostecké věže. V tehdejší císařské knihovně se shromažďovaly významné astrologické spisy (včetně Ptolemaiových „Čtyř knih o astrologii“, základního astrologického díla historie). Astrologie se vyučovala na nově založené pražské univerzitě.

### Renesanční astrologie
Velký rozvoj zaznamenala astrologie v období renesance. Středověkou astrologii založenou na zprostředkovaných překladech klasických helénských astrologických spisů z arabštiny v té době obohatily přímé překlady ze znovuobjevených řeckých zdrojů. Významný byl zejména překlad hermetického korpusu od filosofa a astrologa v medicejských službách Marsilia Ficina.
Johannes Müller, známý jako Regiomontanus, vytvořil v druhé polovině 15. století nový systém výpočtu astrologických domů.
Astrologií se v té době zabývalo i několik papežů, později však katolická církev astrologii opět potírala a pronásledovala. K významným osobnostem zabývajících se astrologií té doby lze zařadit francouzského astrologa Michela Nostradama, jehož známá zakódovaná proroctví jsou předmětem výzkumů dodnes. Philippus Aureolus Theophrastus Bombastus von Hohenheim, známý jako Paracelsus, se astrologií zabýval společně s alchymií a magií a položil tak základy dnešnímu lékařství. Jeho současník Heinrich Cornelius Agrippa von Nettesheim svým rozsáhlým dílem „De occulta philosophia“ (O okultní filosofii) integroval tehdejší hermetické poznání, včetně astrologie, do uceleného systému. Astrologii a lékařství propojoval i významný renesanční vzdělanec Gerolamo Cardano.
Astrologii se v renesanci věnovali i osobnosti, které se proslavily zejména svými výsledky v oblasti astronomie, která se na přelomu 16. a 17. století začala z astrologie vyčleňovat. Významnými a úspěšnými astrology s řadou zajímavých astrologických výsledků tak byli Galileo Galilei či v Praze působící Tycho Brahe a Johannes Kepler. Astrologii studoval a obhajoval ještě na počátku 18. století i fyzik Isaac Newton. Astronomovi Edmundu Halleyovi, který proti Newtonově zálibě v astrologii vystupoval, měl prý říci slavnou větu: „Já jsem ten předmět studoval, pane Helley, ale vy ne.“
Dalších slavných let astrologie dočkala na přelomu 16. a 17. století na českém území za vlády císaře Rudolfa II., vyhlášeného mecenáše všech provozovatelů okultních nauk. Právě v té době u pražského dvora působili Brahe a Kepler a do Prahy se sjížděli astrologové z celé Evropy. V Čechách tak mimo jiné pobýval významný anglický okultista a také astrolog John Dee. Období "rudolfinské renesance" a "rosekruciánského osvícenství" v Čechách utnula r. 1620 Bitva na Bílé hoře a útěk rosekruciánského „Zimního krále“ Fridricha Falckého ze země.

### Astrologie v době racionalismu
Od poloviny 17. století udržovalo západní astrologickou tradici především hnutí rosekruciánů, jejichž úlohu udržovatele a pokračovatele astrologických výzkumů později převzalo svobodné zednářství. V ústraní pozornosti se tak soukromým astrologickým výzkumům věnovali například Jacob Boehme, Emmanuel Swedenborg či Johann Wolfgang von Goethe.
S astronomickými objevy nových transsaturnských planet a objektů (Uran, Neptun, Pluto, asteroidy apod.) tato západní astrologická tradice absorbovala nové podněty a četné astrologické výzkumy se postupně snažily tyto nové objekty do předchozích astrologických systémů zapracovat.

### Astrologie ve 20. století
Lidové popularity dosáhla Západní astrologie ve 20. století poté, co na konci předchozího století opustila uzavřené společnosti zednářských lóží. Velkou zásluhu na tom mělo teosofické hnutí Heleny Petrovny Blavatské, která ve svých dílech spojila tradiční západní astrologickou doktrínu s prvky indické filozofie a také s védskou astrologií. Z těchto teosofických kořenů poté čerpala velká řada evropských a severoamerických astrologů.
Neblahou roli sehrála astrologie po nástupu nacismu v Německu. Je doloženo, že s astrology své činy konzultoval Adolf Hitler a v elitních jednotkách SS se pěstovaly rituály černé magie.[zdroj⁠?!]
Velký zájem o astrologické zkoumání i ze strany oficiálních vědců přinesl švýcarský psychoanalytik Carl Gustav Jung, který se pokusil tradiční astrologický aparát propojit s psychologickými fenomény. Přestože řada astrologů jeho závěry odmítá jako dezinterpretaci staré tradiční nauky, vznikl na tomto poli rozsáhlý psychologicko-astrologický výzkum jak ze strany psychologů, tak i astrologů. Bádání na pomezí psychologie vedlo k tomu, že část astrologů opustila tradiční astrologická východiska a založila několik různých psychologizujích astrologických teorií revidující některá stará pojetí (Hamburská astrologická škola, Humanistická a transpersonální astrologie, Kosmobiologie apod.)
Ve druhé polovině 20. století proběhla řada studií, které si vytkly za cíl potvrdit či vyvrátit astrologická východiska statistickou metodou. U zrodu těchto experimentů stál zejména francouzský psycholog a statistik Michel Gauquelin, jenž největší rozruch způsobil publikací tzv. Martického efektu – významných statistických odchylek v postavení Marsu v nativním horoskopu významných sportovců v porovnání s běžnou populací. V podobných výzkumech pokračoval i uznávaný psycholog Hans Eysenck. Další psychologicko-statistické studie pak například potvrdily souvislost mezi introverzí a extraverzí s astrologickými vlivy Starunu a Marsu, či emoční labilitou u lidí narozených se Sluncem v tzv. vodních znameních. Jiné podobné studie však podobné statisticky významné korelace mezi astrologickými a psychologickými fenomény nepotvrdily a jsou předmětem odborných disputací dodnes.
Astrologie prožila ve 20. století velký nárůst zájmu laické veřejnosti a to jak díky rozvoji masových sdělovacích prostředků (tisk, rozhlas, televize, internet apod.), tak i rozvoji informačních technologií, které umožňují ve velmi krátké době sestavit jakýkoliv horoskop s velkou přesností. Západní astrologie se rozvíjí nejen na evropském kontinentu, ale díky silné zednářské a pseudorosekruciánské esoterické tradici také v USA. Tento „astrologický boom“ také podpořilo hnutí New Age, které starou západní tradici (často velmi násilně a protichůdně) propojilo s mnoha orientálními, indiánskými a pohanskými astrologickými systémy a vytvořilo poněkud nepřehlednou změť astrologického symbolismu a interpretačních metod. Velký nárůst zájmu o astrologii také vedl k její profanaci a častému mediálnímu zbulvarizování původních astrologických nauk. V těchto médiích je populární upadlá forma astrologie spočívající v předpovídání dějů nebo souznění osob pouze podle narození v určitém znamení zvěrokruhu. Takové rady by seriózní astrolog nikdy nedal.

## Západní astrologický symbolismus

### Planety
Západní astrologický symbolismus považuje za astrologické planety také Slunce a Měsíc (v astrologii častěji označován jako Luna). Do novověkých astronomických objevů nových planet sluneční soustavy (Uran, Neptun, Pluto) pracoval astrologický systém se sedmi klasickými planetami (Slunce, Luna, Merkur, Venuše, Mars, Jupiter a Saturn). Po těchto objevech absorboval a zapracoval také tato nová tělesa, označovaná jako transsaturnská.
|  | Slunce  |  | Luna   |  | Merkur |  | Venuše |  | Mars  |
|  | Jupiter |  | Saturn |  | Uran   |  | Neptun |  | Pluto |

### Znamení zvěrokruhu
Západní astrologický symbolismus pracuje s dvanácti znameními zvěrokruhu. Tato znamení dělíme do 4 živlů, 3 kvalit a 2 polarit.
| Znamení | Znamení  | Tradiční hodnoty Slunečních znamení | Tradiční hodnoty Slunečních znamení | Sluneční data znamení pro rok 2016–2017 | Sluneční data znamení pro rok 2016–2017 | Astronomická hodnota polohy slunce 2016–2017 | Astronomická hodnota polohy slunce 2016–2017 | Živly  | Kvality   | Polarity |
| Znamení | Znamení  | Od                                  | Do                                  | Od                                      | Do                                      | Od                                           | Do                                           | Živly  | Kvality   | Polarity |
| ------- | -------- | ----------------------------------- | ----------------------------------- | --------------------------------------- | --------------------------------------- | -------------------------------------------- | -------------------------------------------- | ------ | --------- | -------- |
|         | Beran    | 21. března                          | 20. dubna                           | 20. března                              | 19. dubna                               | 19. dubna                                    | 14. května                                   | Oheň   | Základní  | Mužská   |
|         | Býk      | 21. dubna                           | 20. května                          | 20. dubna                               | 20. května                              | 15. května                                   | 20. června                                   | Země   | Pevné     | Ženská   |
|         | Blíženci | 21. května                          | 20. června                          | 21. května                              | 20. června                              | 21. června                                   | 20. července                                 | Vzduch | Pohyblivé | Mužská   |
|         | Rak      | 21. června                          | 21. července                        | 21. června                              | 22. července                            | 21. července                                 | 10. srpna                                    | Voda   | Základní  | Ženská   |
|         | Lev      | 22. července                        | 21. srpna                           | 23. července                            | 22. srpna                               | 11. srpna                                    | 16. září                                     | Oheň   | Pevné     | Mužská   |
|         | Panna    | 22. srpna                           | 21. září                            | 23. srpna                               | 22. září                                | 17. září                                     | 31. října                                    | Země   | Pohyblivé | Ženská   |
|         | Váhy     | 22. září                            | 21. října                           | 23. září                                | 22. října                               | 1. listopadu                                 | 23. listopadu                                | Vzduch | Základní  | Mužská   |
|         | Štír     | 22. října                           | 21. listopadu                       | 23. října                               | 21. listopadu                           | 24. listopadu                                | 9. prosince                                  | Voda   | Pevné     | Ženská   |
|         | Střelec  | 22. listopadu                       | 21. prosince                        | 22. listopadu                           | 20. prosince                            | 10. prosince                                 | 19. ledna                                    | Oheň   | Pohyblivé | Mužská   |
|         | Kozoroh  | 22. prosince                        | 20. ledna                           | 21. prosince                            | 19. ledna                               | 20. ledna                                    | 16. února                                    | Země   | Základní  | Ženská   |
|         | Vodnář   | 21. ledna                           | 19. února                           | 21. ledna                               | 18. února                               | 17. února                                    | 11. března                                   | Vzduch | Pevné     | Mužská   |
|         | Ryby     | 20. února                           | 20. března                          | 19. února                               | 19. března                              | 12. března                                   | 18. dubna                                    | Voda   | Pohyblivé | Ženská   |

V tabulce je kromě tradičního a aktualizovaného data i astronomická hodnotu, která ukazuje kde přesně se na obloze objekt opravdu nachází. Zvěrokruh totiž tak jak ho známe teď, byl definován přibližně 150 let př. n. l., kdy obloha vypadala díky precesi jinak.